# Lokuta (Kehtna)
Lokuta – wieś w Estonii, prowincji Rapla, w gminie Kehtna. Na południe od wsi wypływa rzeka Sauga.